# Dick Jol
Dick Jol (Scheveningen, 1956. március 29.–) holland nemzetközi labdarúgó-játékvezető. Teljes neve: Dirk Zier Gerardus (Dick) Jol. Egyéb foglalkozása sportfelszereléseket forgalmazó cég igazgató-helyettese.

## Pályafutása

### Labdarúgóként
Amatőr játékosként az SVV Scheveningenben, a VIOS-ban és RVC-ben NEC Nijmegen labdarúgó egyesületekben, profiként Belgiumban a NECET csapatában játszott.

### Nemzeti játékvezetés
A játékvezetői vizsgát 1985-ben tette le, utána hazája labdarúgó osztályaiban szerezte meg a szükséges tapasztalatokat. 1990-ben először a C majd a B osztályban volt bíró. Sportvezetőinek értékelése alapján 1992-ben debütálhatott az élvonalban. 1995-ben megvádolták, hogy a nemzeti mérkőzések eredményét befolyásolja, hogy a szerencsejátékon nyerhessen. A feltáró vizsgálatok felmentették a vádak alól. Az aktív nemzeti játékvezetéstől 2001-ben vonult vissza. Első ligás mérkőzéseinek száma: 263.

#### Nemzeti kupamérkőzések
Vezetett Kupa-döntők száma: 2.

##### Johan Cruijff Kupa
| Időpont              | Helyszín                     | Mérkőzés típusa | Mérkőzés              | Eredmény | Nézők száma |
| -------------------- | ---------------------------- | --------------- | --------------------- | -------- | ----------- |
| 1997. auguisztus 17. | Központi Stadion, Amszterdam | döntő           | PSV Eindhoven–Roda JC | 3 : 1    | 15 000      |

##### Belga labdarúgókupa
| Időpont         | Helyszín                | Mérkőzés típusa | Mérkőzés               | Eredmény | Nézők száma |
| --------------- | ----------------------- | --------------- | ---------------------- | -------- | ----------- |
| 1998. május 17. | Kuip Stadion, Rotterdam | döntő           | AFC Ajax–PSV Eindhoven | 5 : 0    | 23 400      |

### Nemzetközi játékvezetés
A Holland labdarúgó-szövetség (KNVB) Játékvezető Bizottsága (JB) terjesztette fel nemzetközi játékvezetőnek, a Nemzetközi Labdarúgó-szövetség (FIFA) 1993-tól tartotta nyilván bírói keretében. Több nemzetek közötti válogatott és klubmérkőzést vezetett. A holland nemzetközi játékvezetők rangsorában, a világbajnokság-Európa-bajnokság sorrendjében többedmagával a 4. helyet foglalja el 13 találkozó szolgálatával. Európai-kupamérkőzések irányítójaként az örök ranglistán a 62. helyet foglalja el 37 találkozó vezetésével. Az aktív nemzetközi játékvezetéstől 2001-ben búcsúzott. Válogatott mérkőzéseinek száma: 17.

#### Labdarúgó-világbajnokság
Három világbajnoki döntőhöz vezető úton az Amerikai Egyesült Államokba a XV., az 1994-es labdarúgó-világbajnokságra, Franciaországba a XVI., az 1998-as labdarúgó-világbajnokságra, valamint Dél-Koreába és Japánba a XVII., a 2002-es labdarúgó-világbajnokságra a FIFA JB bíróként alkalmazta.

##### 1994-es labdarúgó-világbajnokság

###### Selejtező mérkőzés
| Időpont        | Helyszín               | Mérkőzés típusa           | Mérkőzés          | Eredmény | Nézők száma |
| -------------- | ---------------------- | ------------------------- | ----------------- | -------- | ----------- |
| 1993. június 9 | Daugavas Stadion, Riga | előselejtező (3. csoport) | Litvánia–Írország | 0 : 2    | 5 113       |

##### 1998-as labdarúgó-világbajnokság

###### Selejtező mérkőzés
| Időpont            | Helyszín                       | Mérkőzés típusa           | Mérkőzés           | Eredmény | Nézők száma |
| ------------------ | ------------------------------ | ------------------------- | ------------------ | -------- | ----------- |
| 1996. november 10. | Crvena Zvezda Stadion, Belgrád | előselejtező (6. csoport) | Szerbia–Csehország | 1 : 0    | 46 577      |
| 1997. június 8.    | GSP Stadion, Nicosia           | előselejtező (4. csoport) | Litvánia–Ausztria  | 1 : 3    | 9 200       |

##### 2002-es labdarúgó-világbajnokság

###### Selejtező mérkőzés
| Időpont           | Helyszín                         | Mérkőzés típusa           | Mérkőzés                   | Eredmény | Nézők száma |
| ----------------- | -------------------------------- | ------------------------- | -------------------------- | -------- | ----------- |
| 2000. október 11. | Nemzeti Stadion, Ramat-Gan       | előselejtező (7. csoport) | Izrael–Bosznia-Hercegovina | 3 : 1    | 30 000      |
| 2001. március 28. | Bežigrad Stadion, Ljubljana      | előselejtező (1. csoport) | Szlovénia–Szerbia          | 1 : 1    | 10 000      |
| 2001. június 2.   | Olimpiai Stadion, Helsinki       | előselejtező (9. csoport) | Finnország–Németország     | 2 : 2    | 35 774      |
| 2001. október 6.  | Old Trafford Stadion, Manchester | előselejtező (9. csoport) | Anglia–Görögország         | 2 : 2    | 66 009      |

#### Labdarúgó-Európa-bajnokság
Kettő európai-labdarúgó torna döntőjéhez vezető úton Angliába a X., az 1996-os labdarúgó-Európa-bajnokságra, valamint Belgiumba és Hollandiába a XI., a 2000-es labdarúgó-Európa-bajnokságra az UEFA JB játékvezetőként foglalkoztatta.

##### 1996-os labdarúgó-Európa-bajnokság

###### Selejtező mérkőzés
| Időpont             | Helyszín                      | Mérkőzés típusa           | Mérkőzés             | Eredmény | Nézők száma |
| ------------------- | ----------------------------- | ------------------------- | -------------------- | -------- | ----------- |
| 1995. szeptember 6. | Los Cármenes Stadion, Granada | előselejtező (2. csoport) | Spanyolország–Ciprus | 6 : 0    | 16 150      |

##### 2000-es labdarúgó-Európa-bajnokság

###### Selejtező mérkőzés
| Időpont             | Helyszín                   | Mérkőzés típusa           | Mérkőzés               | Eredmény | Nézők száma |
| ------------------- | -------------------------- | ------------------------- | ---------------------- | -------- | ----------- |
| 1999. június 5.     | Olimpiai Stadion, Helsinki | előselejtező (3. csoport) | Finnország–Törökország | 2 : 4    | 36. 042     |
| 1999. szeptember 8. | San Paolo Stadion, Nápoly  | előselejtező (1. csoport) | Olaszország–Dánia      | 2 : 3    | 48 919      |

###### Európa-bajnoki mérkőzés
| Időpont          | Helyszín                      | Mérkőzés típusa              | Mérkőzés               | Eredmény | Nézők száma |
| ---------------- | ----------------------------- | ---------------------------- | ---------------------- | -------- | ----------- |
| 2000. június 20. | Feijenoord Stadion, Rotterdam | csoportmérkőzés (A csoport)  | Portugália–Németország | 3 : 0    | 44 000      |
| 2000. június 15. | Philips Stadion, Eindhoven    | csoportmérkőzés (B. csoport) | Svédország–Törökország | 0 : 0    | 28 560      |
| 2000. június 24. | ArenA Stadion, Amszterdam     | egyik negyeddöntő            | Törökország–Portugália | 0 : 2    | 42 000      |

#### Nemzetközi kupamérkőzések
Vezetett Kupa-döntők száma: 3.

##### FIFA-klubvilágbajnokság
Brazília rendezte az 1., a 2000-es FIFA-klubvilágbajnokságot, ahol a FIFA JB bíróklént alkalmazta.
| Időpont          | Helyszín                         | Mérkőzés típusa              | Mérkőzés                                         | Eredmény | Nézők száma |
| ---------------- | -------------------------------- | ---------------------------- | ------------------------------------------------ | -------- | ----------- |
| 2000. január 6.  | Maracanã Stadion, Rio de Janeiro | csoportmérkőzés (B. csoport) | Vasco da Gama–South Melbourne (ausztrál)         | 2 : 0    | 66 000      |
| 2000. január 10. | Morumbi Stadion, São Paulo       | csoportmérkőzés (A. csoport) | en-Naszr (szaúd-arábiai)–SC Corinthians (brazil) | 0 : 2    | 31 000      |
| 2000. január 14. | Maracanã Stadion, Rio de Janeiro | döntő                        | Vasco da Gama–Corinthians                        | 0 : 0    | 73 000      |

##### UEFA-bajnokok ligája
A 47. játékvezető – a 4. holland – aki UEFA-bajnokok ligája döntőt vezetett.
| Időpont         | Helyszín                 | Mérkőzés típusa | Mérkőzés                      | Eredmény | Nézők száma |
| --------------- | ------------------------ | --------------- | ----------------------------- | -------- | ----------- |
| 2001. május 23. | San Siro Stadion, Milánó | döntő           | FC Bayern München–Valencia CF | 1 : 1    | 71 500      |

## Sportvezetés – edzői munka
Az aktív játékvezetést követően a 2006–2007 idényben a 4. Class B-ben levő, CVV Berkel klubjával megnyerték a bajnokságot. Sikeres edzői munkájának eredményeként a 3. osztályban szereplő Black Wassenaarnek lett a vezetőedzője.

## Sikerei, díjai
- A 2008-ban a Holland Labdarúgó-szövetség JB őt választotta az Év Játékvezetőjének, amiért megkapta a vele járó Arany Kard kitüntetést.
- Az IFFHS (International Federation of Football History & Statistics) 1987–2011 évadokról tartott nemzetközi szavazásán 151, játékvezető besorolásával minden idők 69, legjobb bírójának rangsorolta, holtversenyben Robert Valentine társaságában. A 2008-as szavazáshoz képest 8 pozíciót hátrább lépett.

## Egyebek
Szervezőként, adakozóként több alapítványnak, jótékonysági intézménynek végez társadalmi munkát.